# Alexandre Landry
Alexandre Landry, né le 20 décembre 1985 à Trois-Rivières, est un acteur de théâtre et de cinéma.

## Biographie
Il grandit à Saint-Étienne-des-Grès, un village de la Mauricie, dans un milieu rural. Son père est bûcheron et camionneur, sa mère tient une garderie. Il s'installe ensuite à Montréal afin d’obtenir son diplôme de l'École nationale de théâtre du Canada en 2009. Pour payer ses études et son appartement à Montréal, il s'enrôle dans l'armée, puis devient réserviste pour la marine.
Avant d’embrasser le cinéma, il travaille dans le milieu du théâtre. Il interprète le rôle-titre dans Les Aventures de Lagardère, spectacle joué plus d’une centaine de fois partout sur l’Île de Montréal et en région. Il joue également dans Chambre(s) dans une création d’Éric Jean au théâtre de Quat'Sous, Médée d’Euripide au théâtre Denise-Pelletier, Théâtre Extrême à Toronto au Berkeley Theater. Il incarne le personnage de Tom dans Tom à la ferme au théâtre d'Aujourd'hui, une création de Michel Marc Bouchard mise en scène par Claude Poissant.
Pour son premier rôle au cinéma en 2013, il interprète Martin, un jeune déficient intellectuel, dans le film Gabrielle de Louise Archambault. Ce film est diffusé dans plus d’une vingtaine de pays et Alexandre Landry remporte plusieurs prix d’interprétation.
En 2014, dans L'Amour au temps de la guerre civile de Rodrigue Jean, il porte le rôle d'Alex un jeune toxicomane qui se bat pour survivre dans le milieu de la prostitution. Il sera également nommé au Gala Québec Cinéma pour sa performance et il fera partie du programme Rising Stars au Toronto International Film Festival  où le film de Rodrigue Jean sera présenté en grande première. 
Puis, on lui offre le rôle de Vincent dans le film Pays  de Chloé Robichaud. Le rôle de Jeff dans le film canadien-anglais : The saver. Il joue également dans De père en flic II d’Émile Gaudreault et est le premier rôle du dernier film de Denys Arcand, La Chute de l’empire américain.

## Filmographie

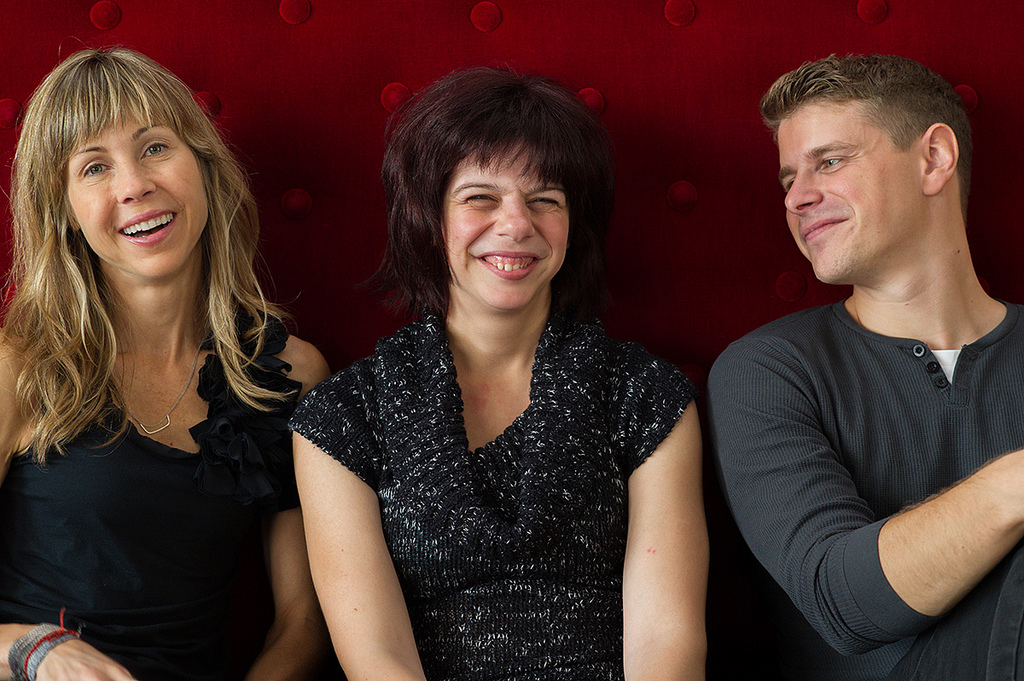
Louise Archambault, Gabrielle Marion-Rivard et Alexandre Landry

- 2013 : Gabrielle[5] de Louise Archambault : Martin
- 2014 : L'Amour au temps de la guerre civile[6] de Rodrigue Jean[7] : Alex
- 2015 : Pays de Chloé Robichaud : Vincent Pilon
- 2016 : The Saver de Wiebke von Carolsfeld[8] : Jeff
- 2017 : De père en flic 2 d'Émile Gaudreault : JF Côté
- 2018 : La Chute de l'empire américain de Denys Arcand : Pierre-Paul Daoust
- 2019 : Les Barbares de La Malbaie de Vincent Biron : Vince Bouchard, joueur de la LNH
- 2020 : Le Rire de Martin Laroche : Gabriel

## Télévision
- 2010-2012 : Destinées : Olivier Côté, (TVA)
- 2014 : Mon ex à moi : Dr Jonathan Lefebvre, Avanti (Séries+)
- 2014 : Unité 9 : Patrice Gilbert, Aetios (SRC)
- 2015 : Camping de l'ours : Dave, FairPlay (Vrak)
- 2016-2018 : Blue Moon : Francis Duff, Aetios (TVA)
- 2016 : 30 vies : Nicolas Valiquette  (SRC)
- 2017-2018 : Cheval Serpent : Julien
- 2018-2021 : Les Pays d'en haut : Todore Bouchonneau
- 2018 : Les Bogues de la vie : Alex Leblanc
- 2019 : L'Échappée : Vincent Proulx
- 2019 : La Faille : Alexandre Théberge

## Théâtre
- 2009 : Chambre(s) d'Éric Jean, mise en scène Éric Jean, théâtre de Quat'Sous
- 2009 : Les Aventures de Lagardère de Paul Féval, mise en scène Frédéric Bélanger, théâtre La roulotte
- 2011 : Tom à la ferme de Michel Marc Bouchard, mise en scène Claude Poissant, théâtre d'Aujourd'hui
- 2011 : Médée d'Euripide, mise en scène de Caroline Binet, théâtre Denise-Pelletier

## Récompenses
- 2013 : Valois du meilleur acteur au Festival du film francophone d’Angoulême pour Gabrielle[9]
- 2013 : Prix Jean-Claude-Jean pour meilleur espoir du cinéma au festival de Dieppe en France
- 2013 : Prix du meilleur acteur Festival international du film de Gijón en Espagne pour Gabrielle
- Vancouver Film Critics Circle Awards 2014 : Meilleur acteur dans un second rôle dans un film canadien pour Gabrielle
- 2014 : Nommé comme Meilleur Acteur à la 16e soirée des Jutra 2014
- 2014 : Nommé comme Meilleur Acteur de soutien au Prix Écrans canadiens 2014 pour Gabrielle
- 2014 : Toronto International Film Festival, TIFF Rising Star Program [10]
- 2016 : Nommé au Gala du cinéma Québécois 2016 comme meilleur acteur pour L'Amour au temps de la guerre civile